# Horusseglare
Horusseglare (Apus horus) är en fågel i familjen seglare.

## Utseende och läte
Horusseglaren är en liten (15 cm) men kraftig seglare med svagt kluven stjärt. Fjäderdräkten är brunsvart, i större delen av utbredningsområdet med en bred vit fläck på övergumpen och en vit strupfläck. Fåglar i sydvästra Angola (fuscobrunneus, se nedan) är mindre med gråare strupfläck, mörkbrunt på övergumpen samt något ljusare övre stjärttäckare och huvud. Liknande stubbstjärtseglaren är något mindre och har tvärt avskuren stjärt, medan den större vitgumpseglaren är större och slankare, med djupare kluven stjärt och en smal U-formad fläck på övergumpen. Lätet är ett tunt och darrande "prrreeeoooo" som ofta avges nära boet.

## Utbredning och systematik
Horusseglaren förekommer i Afrika söder om Sahara. Den delas in i två distinkta underarter:
- Apus horus horus: utbredd i stora delar av Afrika söder om Sahara
- Apus horus fuscobrunneus: sydvästra Angola

Underarten fuscobrunneus kan möjligen utgöra en egen art baserat på avvikande utseende, men situationen kompliceras av liknande färgformen "toulsoni" av nominatformen. Hybridisering mellan "toulsoni" och typiska horusseglare har noterats i Zimbabwe.

### Släktskap
Genetiska studier visar att horusseglaren utgör en klad tillsammans med vitgumpseglaren, stubbstjärtseglaren, husseglaren och skogsseglaren.

## Levnadssätt
Horusseglaren hittas kring sandbankar och liknande miljöer, jämsides med biätare, kungsfiskare och backsvalor, intill vilka de häckar.

## Status och hot
Arten har ett stort utbredningsområde och tros öka i antal. Internationella naturvårdsunionen IUCN listar den därför som livskraftig (LC).

## Namn
Horus är solens och himlens gud inom egyptisk mytologi.